# Last Action Hero
Last Action Hero is een Amerikaanse actiefilm uit 1993, geregisseerd door John McTiernan. De film is vooral bekend omdat het de eerste actiefilm is waarin zowel Arnold Schwarzenegger, Sylvester Stallone als Jean-Claude Van Damme meespelen (in The Expendables 2 spelen ze ook samen). Schwarzenegger speelt de hoofdrol, Stallone en Van Damme hebben slechts een kleine bijrol.

## Verhaal
Het verhaal gaat over Danny Madigan, een jongen die een fan is van Arnold Schwarzenegger-films: met name die over het personage Jack Slater. Danny krijgt de kans om Schwarzeneggers nieuwste film, Jack Slater IV, een dag voor de première te zien. Hij krijgt hiervoor van Nick, de eigenaar van een oude bioscoop, een gouden kaartje.
Tijdens de vertoning begint het kaartje opeens te gloeien en wordt Danny "opgeslokt" in de film. Vervolgens speelt hij opeens mee in het verhaal. Hij belandt in Jack Slaters auto.
Danny probeert Slater zover te krijgen dat hij hem helpt terug te keren naar de echte wereld. Hiervoor moet hij echter Slater eerst zien ervan te overtuigen dat de wereld waar ze zich nu in bevinden slechts de realiteit binnen een film is. Ondertussen ontdekt Slaters vijand, Benedict, wat er gaande is. Hij maakt plannen om zelf naar de echte wereld te gaan daar de wetten van de filmwereld daar niet gelden, en de schurken daar dus voor de verandering wel kunnen winnen.
Uiteindelijk belanden Danny, Slater en Benedict in de echte wereld. Benedict maakt plannen om Arnold Schwarzenegger, die in de echte wereld gewoon een acteur is, te vermoorden op de première van zijn nieuwste film. Ondertussen leert Slater dat geweld en actie niet altijd alles oplossen. Met moeite slaagt hij erin Benedict tegen te houden, maar hij raakt hierbij zelf dodelijk gewond. Danny brengt de gewonde Slater terug naar zijn eigen wereld, waarin zijn wond slechts een schrammetje is. Slater accepteert zijn realiteit voor wat het is, en rijdt de zonsondergang tegemoet.

## Rolverdeling
| Acteur                | Personage                                      |
| --------------------- | ---------------------------------------------- |
| Arnold Schwarzenegger | Jack Slater / Arnold Braunschweiger / zichzelf |
| Austin O'Brien        | Danny Madigan                                  |
| Charles Dance         | Benedict                                       |
| Robert Prosky         | Nick                                           |
| Tom Noonan            | Ripper / zichzelf                              |
| Joan Plowright        | Danny's schooljuf                              |
| Frank McRae           | inspecteur Dekker                              |
| Anthony Quinn         | Tony Vivaldi                                   |
| Bridgette Wilson      | Whitney Slater / actrice Meredith Caprice      |
| F. Murray Abraham     | John Practice                                  |
| Mercedes Ruehl        | Irene Madigan                                  |
| Art Carney            | Frank                                          |
| Ian McKellen          | Magere Hein                                    |
| Toru Tanaka           | Benedicts handlanger                           |
| Ryan Todd             | Andrew Slater                                  |
| Maria Shriver         | zichzelf                                       |
| Jeffrey Braer         | Skeezy / Leipie                                |
| Bobbie Brown          | Video babe (als Bobbie Brown-Lane)             |
| Angie Everhart        | Video babe                                     |
| Michael V. Gazzo      | Torelli                                        |
| Colleen Camp          | Ratcliff                                       |
| Little Richard        | zichzelf                                       |
| Tina Turner           | Burgemeester                                   |
| James Belushi         | zichzelf                                       |
| Jean-Claude Van Damme | zichzelf                                       |
| Sharon Stone          | Catherine Trammell                             |
| Robert Patrick        | T-1000                                         |
| Chevy Chase           | zichzelf                                       |
| Danny DeVito          | Whiskers (stemrol, onvermeld)                  |

## Achtergrond

### Productie
Last Action Hero was een scenario van Zak Penn en Adam Leff, en bedoeld als parodie op typische actiefilms. Het originele scenario onderging voor de productie begon een aantal grote wijzigingen. Aanvankelijk zou het verhaal zich veel meer in de echte wereld gaan afspelen.

### Reacties
De film werd vooraf aangeprezen als de volgende grote actiefilm. Veel filmmakers hadden hoge verwachtingen voor de film. Het succes viel echter tegen. Critici waren veelal negatief over de film. Volgens Schwarzenegger, die zelf een van de producers was, was het tegenvallende succes van de film deels te wijten aan het feit dat de film kort na Jurassic Park uitkwam.

### Filmmuziek
1. Big Gun – (AC/DC) – 4:24
2. What the Hell Have I – (Alice in Chains) – 3:58
3. Angry Again – (Megadeth) – 3:47
4. Real World – (Queensrÿche) – 4:21
5. Two Steps Behind – (Def Leppard) – 4:19
6. Poison My Eyes – (Anthrax) – 7:04
7. Dream On – (Aerosmith) – 5:42
8. A Little Bitter – (Alice in Chains) – 3:53
9. Cock the Hammer – (Cypress Hill) – 4:11
10. Swim – (Fishbone) – 4:13
11. Last Action Hero – (Tesla) – 5:44
12. Jack the Ripper – (Michael Kamen met Buckethead) – 3:43

## Prijzen en nominaties
| jaar | prijs                  | categorie                                               | genomineerde(n)                                | uitslag     |
| ---- | ---------------------- | ------------------------------------------------------- | ---------------------------------------------- | ----------- |
| 1994 | Saturn Award           | Beste acteur                                            | Arnold Schwarzenegger                          | genomineerd |
| 1994 | Saturn Award           | Beste kostuums                                          | Gloria Gresham                                 | genomineerd |
| 1994 | Saturn Award           | Beste regisseur                                         | John McTiernan                                 | genomineerd |
| 1994 | Saturn Award           | Beste fantasyfilm                                       | -                                              | genomineerd |
| 1994 | Saturn Award           | Beste optreden door een jonge acteur                    | Austin O'Brien                                 | genomineerd |
| 1994 | Saturn Award           | Beste speciale effecten                                 | John E. Sullivan                               | genomineerd |
| 1994 | Saturn Award           | Beste scenario                                          | Shane Black, David Arnott                      | genomineerd |
| 1994 | Golden Raspberry Award | Slechtste acteur                                        | Arnold Schwarzenegger                          | genomineerd |
| 1994 | Golden Raspberry Award | Slechtste regisseur                                     | John McTiernan                                 | genomineerd |
| 1994 | Golden Raspberry Award | Slechtste nieuwe ster                                   | Austin O'Brien                                 | genomineerd |
| 1994 | Golden Raspberry Award | Slechtste originele lied                                | Angus Young, Malcolm Young                     | genomineerd |
| 1994 | Golden Raspberry Award | Slechtste film                                          | Stephen J. Roth, John McTiernan                | genomineerd |
| 1994 | Golden Raspberry Award | Slechtste scenario                                      | Shane Black, David Arnott, Zak Penn, Adam Leff | genomineerd |
| 1994 | Young Artist Award     | Best Youth Actor Leading Role in a Motion Picture Drama | Austin O'Brien                                 | genomineerd |